# Zdravstveni informacioni sistem
Zdravstveni informacioni sistem (skraćeno ZIS) je „organizacija ljudi, mašina i metoda koje uzajamno deluju u cilju obezbeđenja neophodnih podataka i informacija o zdravstvenom stanju stanovništva u svrhu planiranja i upravljanja u zdravstvu.
Po svojoj suštini ZIS je informaciona slika zdravstvenog sistema, nastala kao proizvod brojnih funkcija integrisanih komunikacioni računarski sistem za razmenu informacija u procesu zdravstvene zaštite, čiji su korisnici (svi) zdravstveni radnici i (svi) korisnici zdravstvene zaštite. U tom smislu zdravstvenim informacionim sistemima, je nastao sa ciljem da pomogne u rešavanju osnovnih problema u zdravstvu i savremenoj medicini uopšte, zasnovanih na prikupljanju, manipulisanju, obradi i korišćenju podataka koji se svakodnevno u velikim količinama gomilaju u obimnoj dokumentaciji zdravstvenih organizacija.

## Definicija SZO
Prema definiciji Svetske zdravstvene organizacije — „zdravstveni informacioni sistem (ZIS) je deo opšteg informacionog sistema i podrazumeva mehanizam za prikupljanje, obradu, analizu i prijem informacija potrebnih za organizaciju i sprovođenje zdravstvene zaštite, ali i za istraživanja i organizaciju u zdravstvu".

## Nivoi i tipovi ZIS
Nivoi
Zdravstveni informacioni sistem se javlja u više nivoa počev od globalnog do i lokalnom, i može biti:
- Internacionalni
- Nacionalni
- Regionalni
- Institucionalni.[1]

Tipovi
- Strateški informacioni sistem
- Taktički informacioni sistem
- Operacionalni informacioni sistem.[1]

## Namena i zadaci
Namena zdravstveno-informatičke delatnosti (u zdravstvenoj i medicinskoj oblasti) je:
- organizacija, racionalizacija i funkcionisanje zdravstvene službe na optimalan način,
- poboljšanje kvaliteta medicinskog rada,
- obezbeđenje tačne, potpune i blagovremene informacije i
- smanjenje troškova zdravstvene zaštite.

Zdravstveni informacioni sistem je funkcionalni entitet unutar zdravstvene službe kao celine, i zato on ne može opstati sam za sebe već namenjen kao sredstvo u svakodnevnom radu, u istraživanjima i u upravljanju zdravstvenim ustanovama.

## Komponente
Osnovne komponente jednog zdravstvenog informacionog sistema su:
- kadrovi (organizatori, planeri, dizajneri, menadžeri, programeri, operateri, korisnici),
- tehnička baza (hardver),
- programska podrška (softvere).

## Uloga korisnika u ZIS
U sistemu se kreiraju različite uloge kako bi svaki korisnik u sistemu imao pristup tačno određenim funkcionalnostima, pristup tačno određenim podacima i dozvolu za obavljanje određenog tipa radnje u zavisnosti od radnih zadataka koje obavlja. Svakom korisniku u sistemu se dodeljuje bar jedna uloga u sistemu.
Dodelom uloga, svaki korisnik kad se najavi u sistem, ima personalizovan pogled i dozvoljen mu je pristup samo onim funkcionalnostima definisanim prema dodeljenim ulogama. Primeri uloga:
- Superadministrator
- Administrator zdravstvene ustanove
- Direktor zdravstvene ustanove
- Uloga specijaliste
- Uloga izabrani lekar
- Operator u ambulanti
- Operator u Call-centru
- Farmaceut

## Vrste dokumentacija u zdravstvenom sistemu
Vrste dokumentacija u sistemu zdravstvene zaštite su:
Zdravstvena dokumentacija
Zdravstvenu dokumentaciju čine svi dokumenti koji sadrže medicinske podatke (istorija bolesti, zdravstveni karton i dr.) kao i dokumentacija medicinske literature.
Dokumentacija u zdravstvu
Ovu dokumentaciju čine svi ostali dokumenti opšteg tipa koji se odnose na administrativno-finansijske podatke, kadrove i slično.

## Vrste zdravstvenih informacija
Zdravstvene informacije potiču iz različitih izvora sistema i prolaze kroz različite procedure obrade. One obuhvataju:
- informacije iz zdravstvene (medicinske) dokumentacije,
- izveštaja o zdravstvenom radu,
- demografske podatke i podatke o zdravstvenom stanju stanovništva,
- zdravstvenu statistiku,
- medicinskih istraživanja i
- druge izvore.

## Tip informacija
Osnovni tipovi zdravstvenih informacija su:
Primarne zdravstvene informacije
One nastaju direktnim kontaktom pacijenta i lekara, pacijenta i medicinske sestre, pacijenta i službenika u zdravstvenom osiguranju i sl. i nastaju u toku svakodnevnog rada u zdravstvenoj zaštiti
Sekundarne zdravstvene informacije
One se izvode agregiranjem primarnih zdravstvenih informacija. One su neophodne zdravstvenim radnicima u njihovom svakodnevnom stručnom radu (npr informacije o urađenim dijagnostičkim i terapijskim postupcima, za nadzor i evaluaciju programa zdravstvene zaštite od strane službenika u zdravstvenom osiguranju za potrebe finansiranja zdravstvene zaštite, za analizu zdravstvenog stanja stanovništva...
Naučne i stručne medicinske informacije
One nastaju od primarnih i sekundarnih informacija kao i od informacije iz drugih naučnih disciplina. Predstavljaju osnovu za dalji razvoj i unapređenje medicine i zdravstvene zaštite.

## Primena
Primena informatike u zdravstvu posebnu, specifičnu namenu: u funkciji:
- Vođenja zdravstvene i medicinske dokumentacije — trajni (doživotni) elektronske kolekcija zdravstvenih informacija o individualnom korisniku – od rođenja do smrti, koju formiraju ovlašćeni zdravstveni radnici, a koja može biti distribuirana na brojnim odgovarajućim mestima u određenom obliku.
- Medicinskoj edukaciji.

## Literatura
- Marinković J, Simić S, Božović Z, Dačić M, Kocev N (1995). „Mali rečnik informatike u medicini i zdravstvu”. Srpski Arhiv Za Celokupno Lekarstvo. 123 (Suppl 2): 42—49.

## Spoljašnje veze
- Интегрисани здравствени информациони систем Републике Србије Архивирано на веб-сајту  (26. април 2018)